# Rötenbach (Kinzig)
Der Rötenbach ist ein über acht Kilometer langer Fluss im Schwarzwald, der bei Alpirsbach-Rötenbach im Landkreis Freudenstadt in Baden-Württemberg von links und zuletzt Osten in die obere Kinzig mündet.

## Geographie

### Verlauf
Der Rötenbach entspringt auf etwa 683 m ü. NHN südwestlich von Rötenberg (Schwarzwald), einem Teilort von Aichhalden im Landkreis Rottweil, Baden-Württemberg, am Südrand des Waldes Mostert nahe dem Wohnplatz Etzenbühl. Nachdem er den Mostert im Süden umflossen hat, zieht er in Richtung Nordnordosten und durchquert dabei Rötenberg selbst. An dessen Wohnplatz Schoren tritt er in ein Waldtal ein, in dem ihn sein erster Zufluss Heftenbach von rechts und Südosten erreicht. Dann läuft er, hier Grenzbach zu Alpirsbach im Landkreis Freudenstadt am rechten Ufer, nordwärts, passiert die Heidelbeermühle von Alpirsbach, nimmt wieder von rechts den Krebsbach auf und fließt dann am ebenfalls zu Alpirsbach gehörenden Siedlungsplätzen Jörglesmühle und Lochmühle vorbei.
Unterhalb tritt er ganz in die Alpirsbacher Gemeindemarkung ein, an einer bald folgenden anderen Lochmühle weitet sich das Tal und von rechts mündet der aus dem Ostnordosten kommende Wäschbach zu, worauf der Rötenbach sich dauerhaft und in nun beständig offener Talflur für seine letzten knapp drei Kilometer Lauf nach Westnordwesten wendet. Unter dem Lehenwald am inzwischen etwa 200 Meter hohen rechten Hang fließt er an der am Hangfuß liegenden neueren Siedlung Dieboldsberg und dem dort am rechten Ufer liegenden Bad vorbei. Dann erreicht er den südlichen Teil des sich dem Fluss entlang ziehenden Alpirsbacher Stadtteils Rötenbach, wo er auf etwa 412 m ü. NHN von links in die hier südlich ziehende obere Kinzig mündet.
Auf seinem 8,3 km langen Weg hat der Rötenbach also ein Gefälle von etwa 271 Höhenmetern absolut oder von etwa 32 ‰. Aus diesem Grund standen an seinem Ufer einst viele Mühlen.
Durchs Tal läuft auf dem längsten Abschnitt zwischen Rötenberg und Rötenbach die L 422.

### Einzugsgebiet
Es umfasst 17,9 km² und liegt zur Gänze im Naturraum des Mittleren Schwarzwaldes, an dessen Ostgrenze zu den Oberen Gäuen. Der höchste Punkt darin liegt an der Südwestspitze etwa eineinviertel Kilometer südwestlich des Ursprungs auf etwa 723 m ü. NHN.
Reihum grenzen die Einzugsgebiete der folgenden Nachbargewässer an:
- Im Norden fließt der Aischbach westwärts zur Kinzig in Alpirsbach etwas oberhalb des Rötenbachs;
- im Osten und Südosten entwässert das Gebiet jenseits des längsten Wasserscheidenabschnitts über den Heimbach zur Gĺatt und dann dem Neckar;
- im Süden liegt das Quellgebiet der Württembergischen Eschach, die ebenfalls den Neckar speist;
- jenseits der westlichen Wasserscheide bis zurück zur Mündung entwässern wieder kürzere linke Kinzig-Zuflüsse vom Kaibach bis hinauf zum Teufelsküchebach das angrenzende Gebiet.

Anteil am Einzugsgebiet haben die Gemeinde Aichhalden im Landkreis Rottweil im Süden und mit etwas größerem Anteil die Kleinstadt Alpirsbach im Landkreis Freudenstadt im Osten und Norden.

### Zuflüsse
Hierarchische Liste der Zuflüsse und  Seen, jeweils von der Quelle zur Mündung. Gewässerlänge, Seefläche, und Einzugsgebiet und Höhe nach Layern auf der Onlinekarte der LUBW. Andere Quellen für die Angaben sind vermerkt.
- (Graben aus dem Keßlermoos), von links und Nordwesten auf wenig über 680 m ü. NHN wenig nach der Quelle, ca. 0,5 km[LUBW 6] und ca. 0,4 km². Entsteht auf etwa 683 m ü. NHN nahe bei Aichhalden-Etzenbühl.
  -  Durchfließt auf etwa 681 m ü. NHN kurz vor der Mündung einen Waldteich, 0,1 ha.
- Heftenbach, von rechts und Südosten auf etwa 568 m ü. NHN etwa 250 Meter vor der Heidelbeermühle, 2,1 km und ca. 2,5 km². Entspringt auf etwa 665 m ü. NHN im nördlichen Fluorner Wald. Ab diesem Zufluss ist der Rötenbach Grenzbach.
  - Wolfsbrunnenbach, von links und Südsüdosten auf etwa 602 m ü. NHN nahe dem Rötenberger Hof, 1,4 km und ca. 1,2 km². Entsteht auf etwa 684 m ü. NHN an der L 422 im westlichen Fluorner Wald. Diesem Bach folgt bald die Grenze, nach dem Zusammenfluss weiter dem Heftenbach.
- Krebsbach, von rechts und Osten auf etwa 533 m ü. NHN zwischen Heidelbeer- und Jörglesmühle, 0,8 km auf dem Namenslauf und 2,5 km mit dem Hauptstrang-Oberlauf Zellerbach sowie ca. 2,9 km². Entsteht auf etwa 572 m ü. NHN bei der Hofgruppe Hönweiler von Peterzell in der Stadt Alpirsbach aus dem Zusammenfluss von Zellerbach und Graben zum Krebsbach.
  - Zellerbach, rechter Oberlauf aus dem Nordosten, 1,8 km und ca. 1,9 km². Entsteht auf etwa 623 m ü. NHN in Peterzell gegenüber dem Friedhof.
  - (Graben zum Krebsbach), linker Oberlauf aus dem Südosten, 0,8 km und ca. 0,5 km². Entsteht auf etwa 637 m ü. NHN südlich von Hönweiler am Hang des Freien Bergs.
- Wäschbach, von rechts und Ostnordosten auf etwa 477,4 m ü. NHN[LUBW 7]  nach der unteren der beiden Lochmühlen, 2,2 km und ca. 1,9 km². Entsteht auf etwa 646 m ü. NHN nördlich des Hofes Täle von Alpirsbach-Peterzell.

## Geologie
Der Bach durchteuft auf seinem Weg zur Mündung das gesamte Schichtenpaket des Buntsandsteins und läuft auf dem letzten Abschnitt seines westlich ziehenden Unterlaufs dann noch ein kurzes Stück im Triberger Granit. Der östlichen Wasserscheide zu setzt der Untere Muschelkalk ein, die Quellen der rechten Zuflüsse liegen teils an dessen Grenze zum in der Schichtenfolge noch darüber lagernden Mittleren Muschelkalk. Meist innerhalb streicht dort nordostwärts eine meist innerhalb liegende Störung mit der Tiefscholle im Südosten. Das Untertal kurz vor der Mündung wird von einer kürzeren nördlich streichenden Störung gequert, dort liegt die Tiefscholle im Westen.

## Natur und Schutzgebiete
Große Teile des Talgrundes im westlich laufenden Untertal liegen im Landschaftsschutzgebiet Rötenbachtal. Der Teil des Einzugsgebietes südlich von Rötenberg liegt zur Gänze in Wasserschutzgebieten und auch auf dem Rücken vor dem Teufelsküchebach linksseits des Untertals ist ein kleineres festgesetzt. Das gesamte Einzugsgebiet liegt im Naturpark Schwarzwald Mitte/Nord.

### LUBW
Amtliche Online-Gewässerkarte mit passendem Ausschnitt und den hier benutzten Layern: Lauf und Einzugsgebiet des Rötenbachs

Allgemeiner Einstieg ohne Voreinstellungen und Layer: Daten- und Kartendienst der Landesanstalt für Umwelt Baden-Württemberg (LUBW) (Hinweise)
1. 1 2 3 4  Höhe nach dem Höhenlinienbild auf dem Hintergrundlayer Topographische Karte.
2. 1 2  Länge nach dem Layer Gewässernetz (AWGN).
3. ↑  Einzugsgebiet nach dem Layer Basiseinzugsgebiet (AWGN).
4. ↑  Seefläche nach dem Layer Stehende Gewässer.
5. ↑  Einzugsgebiet abgemessen auf dem Hintergrundlayer Topographische Karte.
6. ↑  Länge abgemessen auf dem Hintergrundlayer Topographische Karte.
7. ↑  Höhe nach grauer Beschriftung auf dem Hintergrundlayer Topographische Karte.
8. ↑  Schutzgebiete nach den einschlägigen Layern, Natur teilweise nach dem Layer Biotop.

### Andere Belege
1. ↑  Friedrich Huttenlocher: Geographische Landesaufnahme: Die naturräumlichen Einheiten auf Blatt 178 Sigmaringen. Bundesanstalt für Landeskunde, Bad Godesberg 1959. → Online-Karte (PDF; 4,3 MB)
2. ↑  Geologie nach den Layern zu Geologische Karte 1:50.000 auf: Mapserver des Landesamtes für Geologie, Rohstoffe und Bergbau (LGRB) (Hinweise)